# Изолалунга (Империја)
Изолалунга је насеље у Италији у округу Империја, региону Лигурија.
Према процени из 2011. у насељу је живело 373 становника. Насеље се налази на надморској висини од 153 м.